# Rekombinace Ligy spravedlnosti
Rekombinace Ligy spravedlnosti je jedenáctý díl čtvrté řady amerického televizního seriálu Teorie velkého třesku. V této epizodě hostují Kevin Sussman, Brian Thomas Smith, Chadney Brewer, Ian Scott Rudolph a Owen Thayer. Režisérem epizody je Mark Cendrowski.

## Děj
Penny se znovu dává dohromady se svým bývalým přítelem Zackem. Partička si dělá legraci z jeho nevalné inteligence, což jej urazí. Všichni se mu následně jdou omluvit, což on přijímá a jde s ostatními do obchodu s komiksy. Tam se všichni domluví na tom, že se přihlásí do silvestrovské soutěže o nejlepší skupinový kostým. Zack koupí kostým i Penny a všichni doufají, že se k nim právě i Penny přidá. Ta nemá radost z toho, že by měla silvestra trávit v obchodě s komiksy, na základě několika proseb a přesvědčování od ostatních ale nakonec souhlasí.
Celá skupina nakonec soutěž vyhraje. Epizoda končí tím, jak je celá parta cestou domů v kostýmech superhrdinů svědkem vloupání se do auta. Místo toho, aby něco udělali, z místa činu potichu odchází.

## Obsazení
| Johnny Galecki     | Leonard Hofstadter |
| Jim Parsons        | Sheldon Cooper     |
| Kaley Cuoco        | Penny              |
| Simon Helberg      | Howard Wolowitz    |
| Kunal Nayyar       | Raj Koothrappali   |
| Kevin Sussman      | Stuart Bloom       |
| Brian Thomas Smith | Zack Johnson       |
| Chadney Brewer     | Jedi               |
| Ian Scott Rudolph  | kapitán teplák     |
| Owen Thayer        | Larry              |